# 兴华街道 (大连市)
兴华街道，曾是中华人民共和国辽宁省大連市甘井子區下辖的一个乡镇级行政单位。2019年并入中华路街道。

## 行政区划
兴华街道下辖以下地区：
。